# Molecule Man (Borofsky)
Pour les articles homonymes, voir Molecule Man.

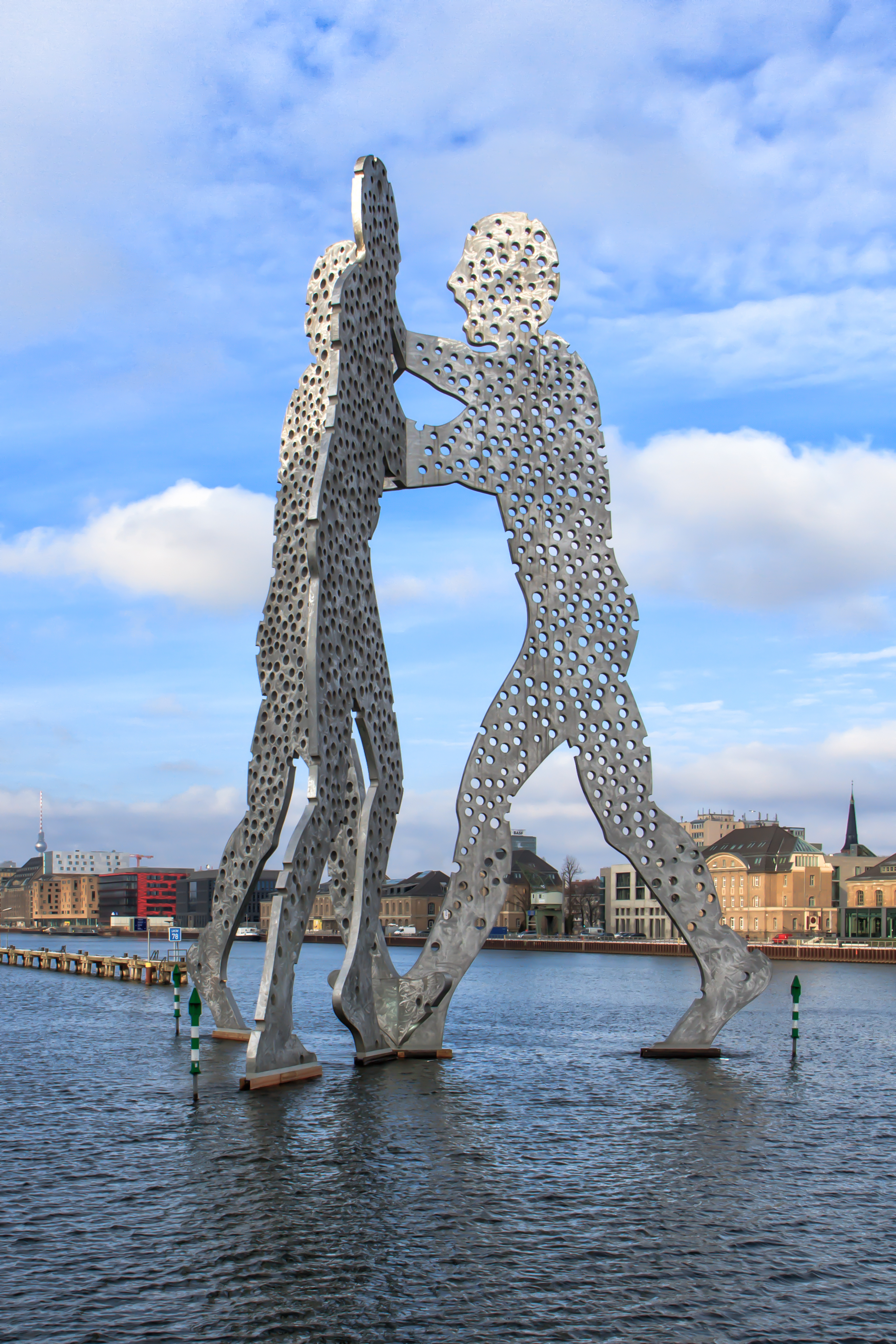
Molecule Man à Berlin

Molécule Man est une série de sculptures monumentales réalisées par Jonathan Borofsky.
Cette sculpture en aluminium de 45 tonnes pour une hauteur de trente mètres représente un groupe de trois personnages qui symbolisent la rencontre des trois quartiers de Treptow, Kreuzberg et Friedrichshain. 
Elle est l'œuvre du sculpteur américain Jonathan Borofsky et a été inaugurée en 1999.
Elle représente l'unité berlinoise après la chute du mur.